# -mysl
-mysl ist ein Wortbestandteil in slawischen Orts- und Personennamen.

## Personennamen
- Goztomuizli
- Ljudemisl
- Přemysl
- Osmomysl
- Siemomysl
- Tabomuizli

## Ortsnamen
- Drogomyśl (Polen)
- Litomyšl (Tschechien)
- Przemyśl (Polen)
- Radomysl
  - Radomyschl (Ukraine)
  - Radomyśl Wielki (Polen)
  - Radomyšl (Tschechien)